# Amerikanska Samoas flagga
Amerikanska Samoas flagga, som varit i bruk sedan 1960 då den ersatte USA:s flagga, håller en vithövdad havsörn, USAs nationalfågel, en hövdingstav och en stridsklubba – symboler för regeringsmakt och auktoritet.
Flaggan har varit med på fyra Apollofärder till månen 1969–1971.